# مسجد وشاره
مسجد وشاره مربوط به دوره قاجار است و در شهرستان شهرضا، بخش مرکزی، دهستان منظریه، روستای وشاره، محله قدیمی روستا واقع شده و این اثر در تاریخ ۲۲ آبان ۱۳۸۶ با شمارهٔ ثبت ۱۹۸۶۶ به‌عنوان یکی از آثار ملی ایران به ثبت رسیده است.